# Walibi Holland
Walibi Holland (tidligere: Flevohof, Walibi Flevo, Six Flags Holland, Walibi World) er en forlystelsespark beliggende i Biddinghuizen tæt ved Dronten i Holland. 
Parken ejes af den europæiske gruppe CDA Parks, som er en del af franske Compagnie des Alpes. Den første Walibi-park blev oprettet i 1975 af den belgiske forretningsmand Eddy Meeùs. Navnet "Walibi Belgien" kommer fra de tre kommuner, hvor den belgiske park ligger: Wavre, Limal og Bierges.

## Historie
Åbning af parken fandt sted i 1971 under navnet Flevohof, som på det tidspunkt havde til formål at virke som en videnpark omkring land- og jordbrug. 
Parken gik fallit i 1993 og blev efterfølgende købt af Walibi-gruppen, som omdannede området til en forlystelsespark, der åbnede i 1994 under navnet Walibi Flevo.
Ejerskifte fandt sted i 1998, hvor parken blev overtaget af Premier Parks, som foretog væsentlige ændringer af attraktionerne og med navneændring til Six Flags Holland i år 2000.
I 2004 blev parken og dens søsterparker i Belgien og Frankrig købt af finansorganisationen Palamon Capital Partners, som kaldte den samlede gruppe Star Parks. Videresalg af parken fandt sted i 2006 til den franske organisation Compagnie des Alpes.

## Atraktioner (2009)
Parken har over 50 atraktioner.

### Rutsjebaner og tilsvarende
- El Condor
- Aztec
- Excalibur
- Flying Dutchman guldmine
- G-Force
- La Via Volta
- Il Gladiatore
- Goliath
- Robin Hood
- Space Shot
- Xpress
- Tomahawk

### Familieattraktioner
- Mini Taxaer
- Le Tour des Jardins
- Taquitos Taxi's
- Cavalli Barocca
- La Fortuna
- La Grande Roue
- Les Petits Cheveux
- Los Sombreros
- Merlin's magiske slot
- Pavillon de The
- Piccolini
- Go Karts

### Vandforlystelser
- Kaptajn Kid
- Hudson Bugten
- El Rio Grande
- Crazy River
- Splash kamp